# Радовану (комуна)
Радовану (рум. Radovanu) — комуна у повіті Келераш в Румунії. До складу комуни входять такі села (дані про населення за 2002 рік):
- Валя-Попій (730 осіб)
- Радовану (4406 осіб)

Комуна розташована на відстані 42 км на південний схід від Бухареста, 64 км на захід від Келераші.

## Населення
За даними перепису населення 2002 року у комуні проживали 5136 осіб.
Національний склад населення комуни:
| Національність | Кількість осіб | Відсоток |
| -------------- | -------------- | -------- |
| румуни         | 5102           | 99,3%    |
| цигани         | 32             | 0,6%     |
| угорці         | 1              | < 0,1%   |
| греки          | 1              | < 0,1%   |

Рідною мовою назвали:
| Мова      | Кількість осіб | Відсоток |
| --------- | -------------- | -------- |
| румунська | 5120           | 99,7%    |
| циганська | 15             | 0,3%     |
| угорська  | 1              | < 0,1%   |

Склад населення комуни за віросповіданням:
| Релігія        | Кількість осіб | Відсоток |
| -------------- | -------------- | -------- |
| православні    | 4858           | 94,6%    |
| адвентисти     | 261            | 5,1%     |
| старообрядці   | 12             | 0,2%     |
| п'ятдесятники  | 4              | 0,1%     |
| греко-католики | 1              | < 0,1%   |